# Canada's Next Top Model
Canada's Next Top Model (hay CNTM) là loạt chương trình truyền hình thực tế đào tạo người mẫu do Canada sản xuất, dựa trên bản quyền của chương trình gốc America's Next Top Model. Trong chương trình này, 1 nhóm thí sinh nữ sẽ tranh tài với nhau để giành được danh hiệu Canada's Next Top Model.
Mùa thi đầu tiên phát sóng từ 31 tháng 5 đến 19 tháng 7, 2006 do siêu mẫu Tricia Helfer đảm nhiệm vai trò sản xuất và người dẫn chương trình. Mùa thi thứ hai lên sóng từ ngày 30 tháng 5 đến 18 tháng 7, 2007, do Jay Manuel, chỉ đạo nghệ thuật của bản Top Model gốc, dẫn chương trình.
Mùa thi thứ ba dự định phát trên CTV trong dịp hè 2009.

## Tóm tắt chương trình

### Tricia và Jay
Sau chỉ trích ở mùa thi một, Tricia Helfer đã quyết định từ bỏ chương trình này và chú tâm vào nghiệp diễn viên của mình, nhường cơ hội dẫn chương trình cho Jay Manuel, một nghệ sĩ và chuyên gia trang điểm Canada, hiện tại đang nổi tiếng với loạt chương trình gốc America's Next Top Model.

### Thử thách
Các thử thách trong các tập phim xoay quanh những tư chất cần có trong giới người mẫu. Ví dụ ở mùa thi đầu tập trung vào dáng đi. Một giám khảo khách mời sẽ chấm điểm các thí sinh và cho nhận xét cũng như dự đoán người có nhiều khả năng nhất để giành danh hiệu người mẫu đỉnh cao Canada. Qua các thử thách các thí sinh đều học được những kinh nghiệm mới cũng như giành các phần thưởng giá trị.

### Hội đồng giám khảo & Quyết định loại
Cuối mỗi tập phim, các cô gái phải đứng đối diện bàn hội đồng giám khảo để tiếp thu những ý kiến khen ngơi và chỉ trích của họ. Ở mùa thi đầu, hội đồng giám khảo do Tricia Helfer nắm quyền điều hành, bên cạnh đó có Jeanne Beker, Paul Venoit, Stacey McKenzie và một khách mời đặc biệt. Ở mùa thi hai, Jay Manuel đảm nhiệm vai trò của Tricia, cùng với Jeanne Beker, Yasmin Warsame, Paul Alexander, Nolé Marin và Stacey McKenzie (là cố vấn người mẫu của họ). Dựa vào tư chất, độ xuất sắc của bức ảnh, và thái độ đối với nghề nghiệp, ban giám khảo sẽ đưa ra quyết định thống nhất nhằm loại một cô gái qua mỗi tập.

### Tạm hoãn mùa thi thứ ba
Lý do tạm hoãn sản xuất chương trình là do việc chuyển nhượng bản quyền chương trình giữa các tập đoàn truyền hình. CHUM Limited, chủ sở hữu hệ thống truyền hình A-Channel được sang nhượng cho CTVglobemedia, chủ của CTV. Tiếp đến, Citytv bị bán cho Rogers Media. CTVglobemedia giữ bản quyền sản xuất loạt chương trình này độc quyền trên phạm vi Canada, hiện đang tiến hành sản xuất tiếp mùa thi thứ ba.

## Các mùa
| Mùa | Phát sóng        | Quán quân        | Á quân         | Các thí sinh theo thứ tự bị loại | Tổng số thí sinh | Điểm đến quốc tế |
| --- | ---------------- | ---------------- | -------------- | --- | ---------------- | ---------------- |
| 1   | 31 tháng 5, 2006 | Andrea Muizelaar | Alanna Shelast | Sylvie Majcher, Dawn Buggins, Natalie Talson, Heather Dorssers, Tenika Davis, Ylenia Aurucci, Brandi Alexander, Sisi Wang                                                       | 10               | Không có         |
| 2   | 30 tháng 5, 2007 | Rebecca Hardy    | Sinead Brady   | Mika Emmé, Jacqueline Blackman, Steff Groulx, Gina Guimont, Mo Ninalowo, Cori McKinnon, Tara Winspur & Tia Ayrton-Hill                                                          | 10               | Không có         |
| 3   | 26 tháng 5, 2009 | Meaghan Waller   | Linsay Willier | Alexandra McCallum (dừng cuộc chơi), Tiffany MacDonald, Jill Pukesh, Ebonie Finley, Tara Didon, Rebeccah Wyse, Heather Delaney, Maryam Massoumi, Nikita Kiceluk, Nikita Kiceluk | 11               | Nassau New York  |